# El Arrebato
Javier Labandón, El Arrebato és un cantautor espanyol de rumba-pop.
Va començar la seva carrera musical el 1988 traient el seu primer disc amb el grup Piel Morena en el que li acompanyaven 2 grans amics de la seva Sevilla natal. Amb ells va aconseguir els seus primers èxits fins a 1999, quan Piel Morena es va dissoldre definitivament després de diversos canvis en la formació.
Gràcies al fet que Piel Morena i Camela estaven en la mateixa discogràfica (Ar Producciones), El Arrebato va conèixer Dioni Martín, un dels integrants de Camela amb el qual va forjar una gran amistat.
Quan es van separar de Piel Morena, El Arrebado va enviar una maqueta a Dioni, aquest se la va enviar a seu discogràfica, EMI, la qual va apostar per ell i va decidir gravar el que seria el primer disc d'El Arrebato: Poquito a poco. Amb ell que va aconseguir un èxit molt superior al que havia tingut amb Piel Morena i molt més gran del qual ell mateix esperava.
Rere aquest primer àlbum, van seguir amb Una noche con arte, Que salga el sol por donde quiera i un grans èxits, a cada disc que treia anava augmentant el seu èxit, poc després d'aquest àlbum compon l'himne del Sevilla Futbol Club amb què aconsegueix un gran èxit, sobretot al món sevillista. L'any 2006 va sortir en venda Un cuartito pa mis cosas, en el que s'aprecia una gran evolució. L'àlbum compta amb col·laboradors com Antonio Vega en Hoy me dio por ser honesto.
El Arrebato explica avui dia amb cançons molt conegudes Poquito a poco, Ve despacito, Háblame del sur, A mí na' ma', Búscate un hombre que te quiera, Por un beso de tu boca, Un amor tan grande, Un millón de euros, Una noche con arte, Mi colega de siempre, Duele, No puedo más, En el número 14, entre d'altres.

## Discografia
- 2001: Poquito a poco
- 2003: Una noche con arte
- 2004: Que salga el sol por donde quiera
- 2005: Grandes Éxitos
- 2006: Un cuartito pa' mis cosas
- 2008: Mundología
- 2010: Lo que el viento me dejó